# کنفدراسیون جهانی فعالیت‌های زیر آبی
کنفدراسیون جهانی فعالیت‌های زیر آبی (به فرانسوی: Confédération Mondiale des Activités Subaquatiques) یک کنفدراسیون بین‌المللی دربر گیرنده فعالیت‌های زیر آبی است.

## تاریخچه
در ۲۸ سپتامبر سال ۱۹۵۸، نمایندگان فدراسیون‌های زیر: جمهوری فدرال آلمان، بلژیک، برزیل، فرانسه، یونان، ایتالیا، موناکو، پرتغال، سوئیس، ایالات متحده آمریکا و یوگسلاوی در کنگره‌ای در بروکسل به مناسبت تأسیس کنفدراسیون مستقل بین‌المللی جمع‌آوری و در بر گیرنده تمامی رشته‌های زیر آبی ملاقات کردند.
با این هدف، یک جلسه در ۹، ۱۰ و ۱۱ ژانویه، ۱۹۵۹ در موناکو برگزار می‌شود و تصمیم به ایجاد «کنفدراسیون جهانی فعالیت‌های زیر آب «به اختصار»CMAS"، گرفته می‌شود.
این کنفدراسیون موفق گردید، به‌طور خاص تمامی وظایف و مسئولیت‌های، "Comité des Sports Sous-Marins" (کمیته ورزش زیر آب) را از کنفدراسیون بین‌المللی ماهیگیری ورزشی که در ۲۲ فوریه سال ۱۹۵۲ تأسیس شده بود را کسب نماید.
مؤسس و بنیانگذار این کنفدراسیون کاپیتان ژاک ایو کوستو می‌باشد.

## گواهینامه‌ها
یکی از بخش‌های کاری کنفدراسیون جهانی فعالیت‌های زیر آبی آموزش غواصی و صدور گواهینامه‌های غواصی زیر است:

سیستم آموزشی CMAS.

CMAS دارای سیستم نامگذاری ستاره‌ای برای دوره‌های غواصی است:
دوره‌های غواصی
- غواص یک ستاره
- غواص دو ستاره
- غواص سه ستاره
- غواص چهار ستاره

دوره‌های اسنورکلینگ
- اسنورکلر یک ستاره
- اسنورکلر دو ستاره
- اسنورکلر سه ستاره

گواهینامه‌های مربی
- مربی غواصی یک ستاره
- مربی غواصی دو ستاره
- مربی غواصی سه ستاره
- مربی نایتروکس
- مربی تأیید نایتروکس
- مربی عکاسی سطح یک
- مربی غواصی در غار سطح دو
- مربی علوم دریائی سطح یک
- مربی آپنیا
- مربی ری بریزر

گواهینامه‌های تخصصی
- غواص مبتدی نایتروکس
- غواص پیشرفته نایتروکس
- غواصی در شب
- جستجو و به سطح آوری
- عکاسی سطح سه
- غواصی در غار سطح دو
- علوم دریائی سطح یک
- غواص ری بریزر

آپنیا غواصی آزاد
- سطح یک آپنیا
- سطح دو آپنیا
- سطح سه آپنیا

## ورزشها
CMAS ورزشهای زیر را سازماندهی می‌کند (اگر چه نهادهای موازی حاکم بر آن‌ها برای برخی از این ورزشها وجود دارد):
- Apnea (غواصی آزاد)
- Aquathlon
- فین سویمینگ
- ورزشی
- شکار ماهی
- ورزشی
- هاکی زیر آبی
- عکاسی زیر اب
- راگبی زیر آبی
- تیراندازی زیر آب

## کمیته راهبری
کمیته راهبری شامل ۷ عضو می‌باشد:
- رئیس کل - Achille Ferrero (ایتالیا)
- دبیرکل - Alessandro Zerbi (موناکو)
- معاون کل - Ivan Nyiri (مجارستان)
- رئیس کمیته علمی - Hassen Baccouche (تونس)
- رئیس کمیته ورزشی - Xavier Duran Soler (اسپانیا)
- رئیس کمیته فنی - Kevin O'Shaughnessy (ایرلند)
- خزانه دار - Alain Germain (فرانسه)

## کمیته علمی
وظایف شرح داده شده کمیته علمی توسط رئیس کل:
وظیفه اصلی کمیته علمی CMAS، تمرکز بر مسائل مهم مربوط به محیط زیست دریایی است تا گونه‌های مهاجم، اکوسیستم ساحلی، مشاهده تنوع زیستی و نظارت و… را برای غواصان در سراسر جهان به ارمغان آورد.
در واقع، غواصان اولین و بهترین شاهدان وضعیت محیط زیست زیر آب هستند و باید نقش خود را به عنوان یک بازیگر بزرگ و پویا در حفاظت از محیط زیست دریایی ایفا نمایند. کمیته علمی CMAS وظیفه نظارت بر رویکرد مشارکتی غواصان نسبت به حفظ محیط زیر آب را بر عهده دارد.
کمیته علمی در همکاری با Sea Grant و یونسکو برای تهیه دستورالعمل کاری برای غواصی علمی بوده‌است. این کمیته مسئول تشخیص و صدور صلاحیت علمی افتخاری غواصانی است که واجد شرایط برای غواصی در دوره‌های تحقیقی می‌گردند. این صلاحیت یک مزیت متمایز برای پژوهندگانی است که مایل به انجام کارهای آزمایشگاهی در موسسات کشورهای مختلف می‌باشند.